# Ongle
Pour l’article ayant un titre homophone, voir Ongles (Alpes-de-Haute-Provence).
En ce qui concerne l'anatomie de l'ongle, un ongle est une partie dure et insensible du doigt ou de l'orteil d'un animal. C'est un phanère terminal kératinisé, homologue de la griffe ou du sabot. Le terme « ongle » désigne plus particulièrement la forme plate que l'on retrouve chez les primates dont l'être humain.

## Culture
L'ongle a été depuis tout temps une parure ; un ornement. Trois mille ans avant notre ère, les chinoises se colorent déjà les ongles à l'aide de vernis et teintures naturelles. En Égypte antique, les femmes de position sociale élevée polissent leurs ongles avec des poudres abrasives (généralement de la pierre ponce) et les pigmentent du henné. Celles de Mésopotamie utilisent du khôl, fard gris et noir tandis que le vert est réservé aux classes inférieures. Dans la Rome antique, il ne semble pas qu'elles les vernissent mais elles utilisent des petits couteaux cure-ongles pour leur manucure. La longueur des ongles comme leur embellissement est un signe de rang social (symbole des splendeurs de l'oisiveté pour les mandarins), depuis la dynastie Ming jusqu'au record de l'indien Shridhar Chillal (en) ou des danseurs balinais qui encore au début du XXIe siècle se laissent pousser les ongles de la main gauche. On prête aussi aux rognures d'ongles des pouvoirs : au Moyen Âge, elles entrent dans la composition de philtres d'amour préparés par des sorcières et charlatans de préférence le vendredi (jour de la déesse de l'amour Vénus), et à des heures précises pour être efficaces ; de poudres ou d'infusions destinées à guérir certains maux comme les crises d'épilepsie. Les hommes et femmes incas, en dessinant des animaux sur leurs ongles, préfigurent le nail art. Plusieurs autres pratiques magiques sont liées aux ongles : l'onychomancie, art divinatoire basé sur l'interprétation des taches visibles à leur surface pour prédire des événements, est pratiquée jusqu'au XVIIIe siècle ; la chiroscopie, qui dresse un profil psychologique et un état de santé des individus à partir des signes sur les ongles (longueur, largeur, courbure, couleur, aspect de la lunule), est pratiquée pour son aspect clinique jusqu'au milieu du XXe siècle, notamment par le docteur Paul Carton pour qui la couleur et la lunule seraient susceptibles de fournir des indications précieuses au médecin,.
Ces croyances magiques font progressivement place au XIXe siècle aux disciplines scientifiques qui étudient les ongles : l'anatomie qui décrit leur structure, la médecine qui développe ses connaissances sur les pathologies unguéales la plus fréquentes (psoriasis, onychomycoses).

## Histoire évolutive

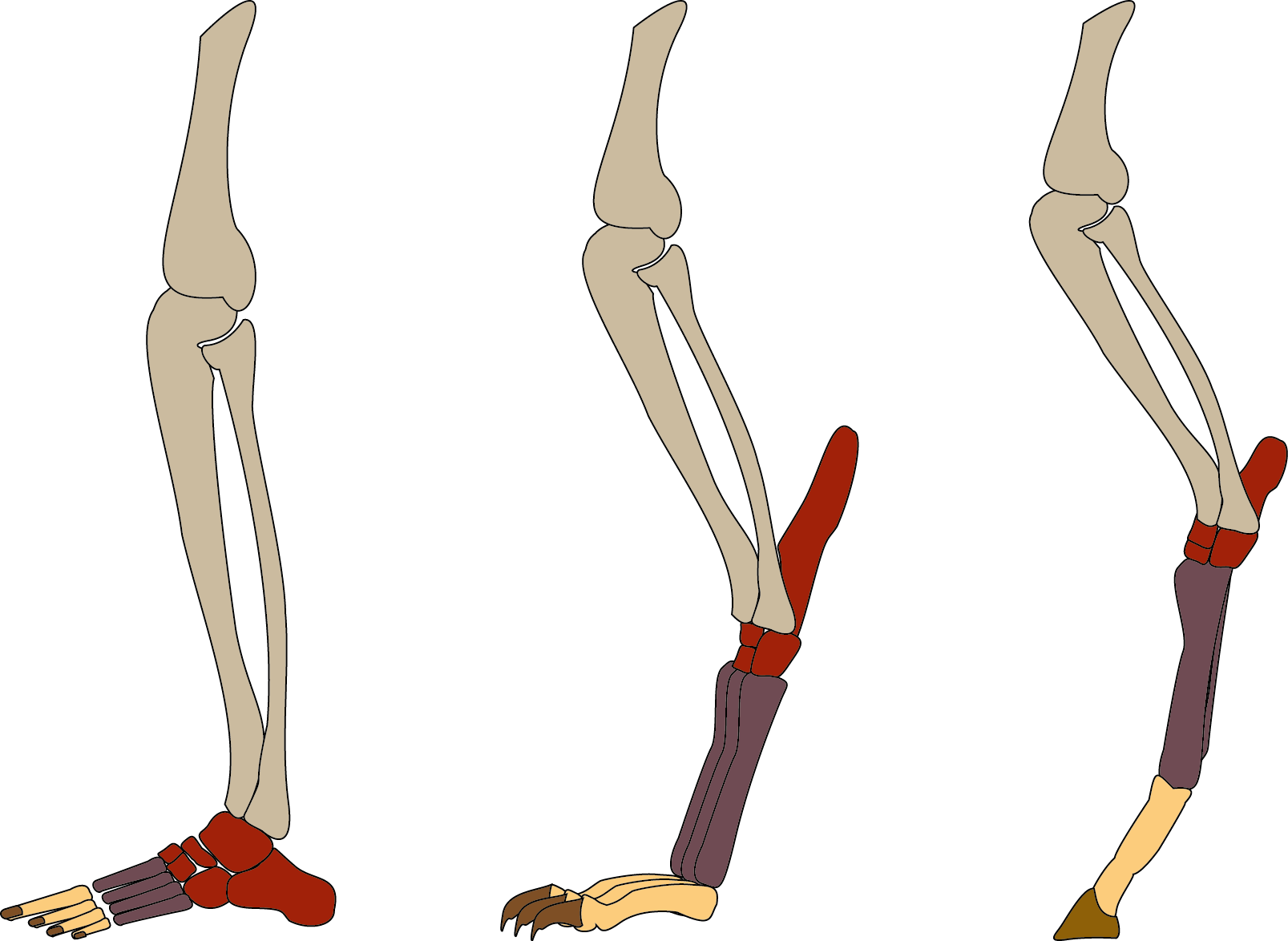
Les différents types de locomotions chez les amniotes qui possèdent des étuis cornés (phanères terminales kératinisées) couvrant la terminale des doigts).
De gauche à droite : plantigradie chez les primates dotés de griffes à, digitigradie chez des vertébrés munis de, onguligradie chez les ongulés munis de griffes à.

Les écailles des vertébrés aquatiques (poissons) sont des productions osseuses dermiques. Les phanères (poils, plumes, ongles, griffes, sabots, cornes épidermiques, becs cornés, écailles cornées des Tétrapodes) des vertébrés terrestres (amniotes) sont des productions épidermiques kératinisées. L'homologie de ces différentes productions tégumentaires dures recouvrant le corps des vertébrés n'est pas vérifiée. Elles ont des organisations et des origines embryologiques différentes.
Les primates faisant partie des amniotes, ils partagent avec eux et leur ancêtre commun la caractéristique commune de posséder des griffes, étuis cornés (phanères terminales kératinisées) couvrant la phalange terminale des doigts. Ces griffes voient leur lame aplatie et leur sole unguéale réduite (singes) ou vestigiale (homme), devenant ainsi des griffes ou ongles chez les primates. Chez les Ongulés, ces griffes enveloppent les phalanges : la lame repliée à l'intérieur forme la muraille (composant qui contient la corne la plus dure) tandis que sole est bien développée (griffes à sabots),.

## Ongles des animaux
Les animaux avec ongles plats sont essentiellement les primates mais aussi des espèces très différentes comme les éléphants. L'ongle des primates a remplacé la griffe au cours de l'évolution et est lié à leur mode de recherche de nourriture dans les arbres.
Les autres espèces ont la plupart du temps des ongles spécialisés appelés griffes ou sabot. Certains primates, notamment certains lémuriens, ont conservé un ongle en forme de griffe qui leur sert pour le toilettage (griffe de toilette).

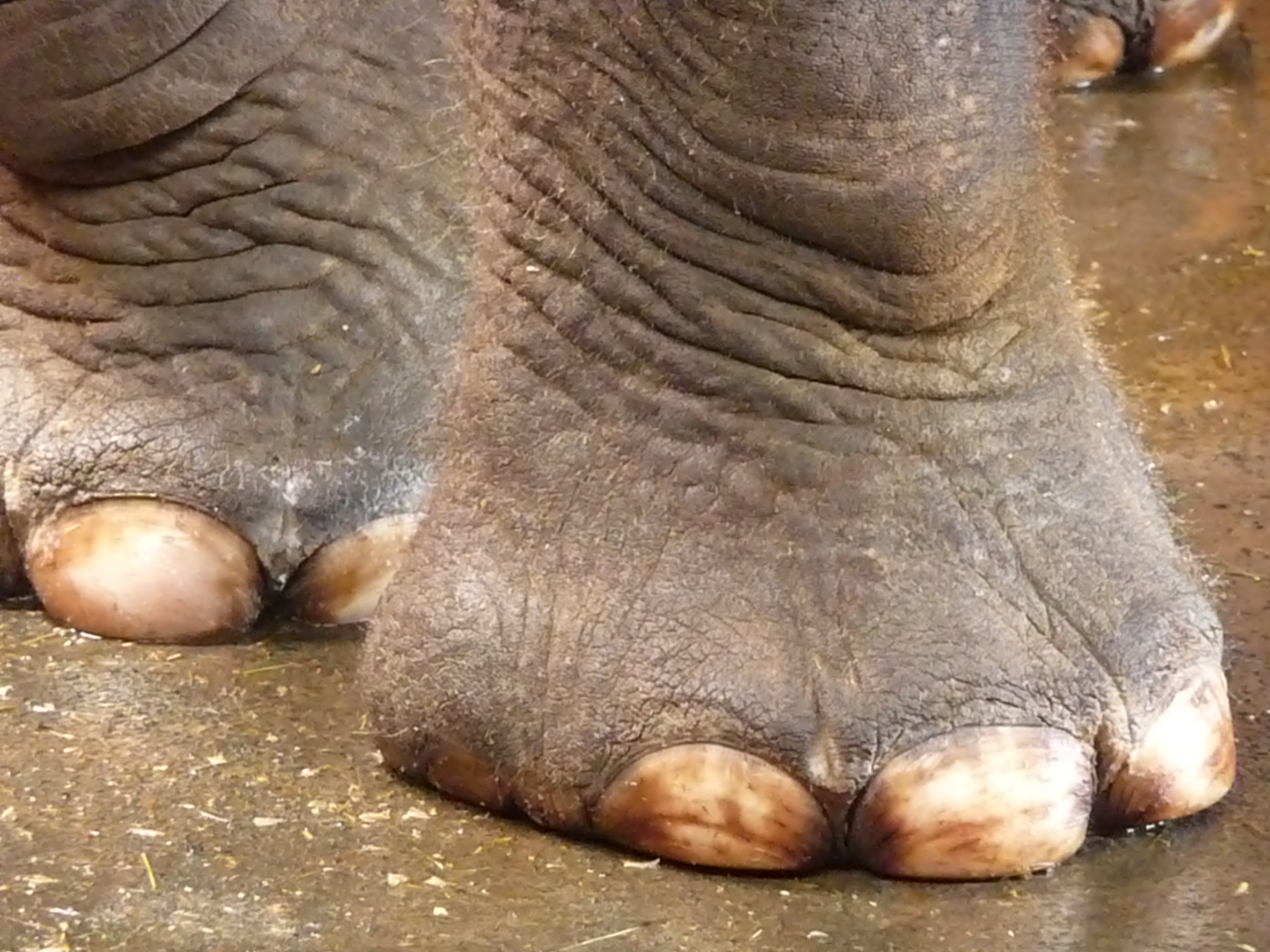
Ongles d'un pied d'éléphant (ici Elephas maximus).
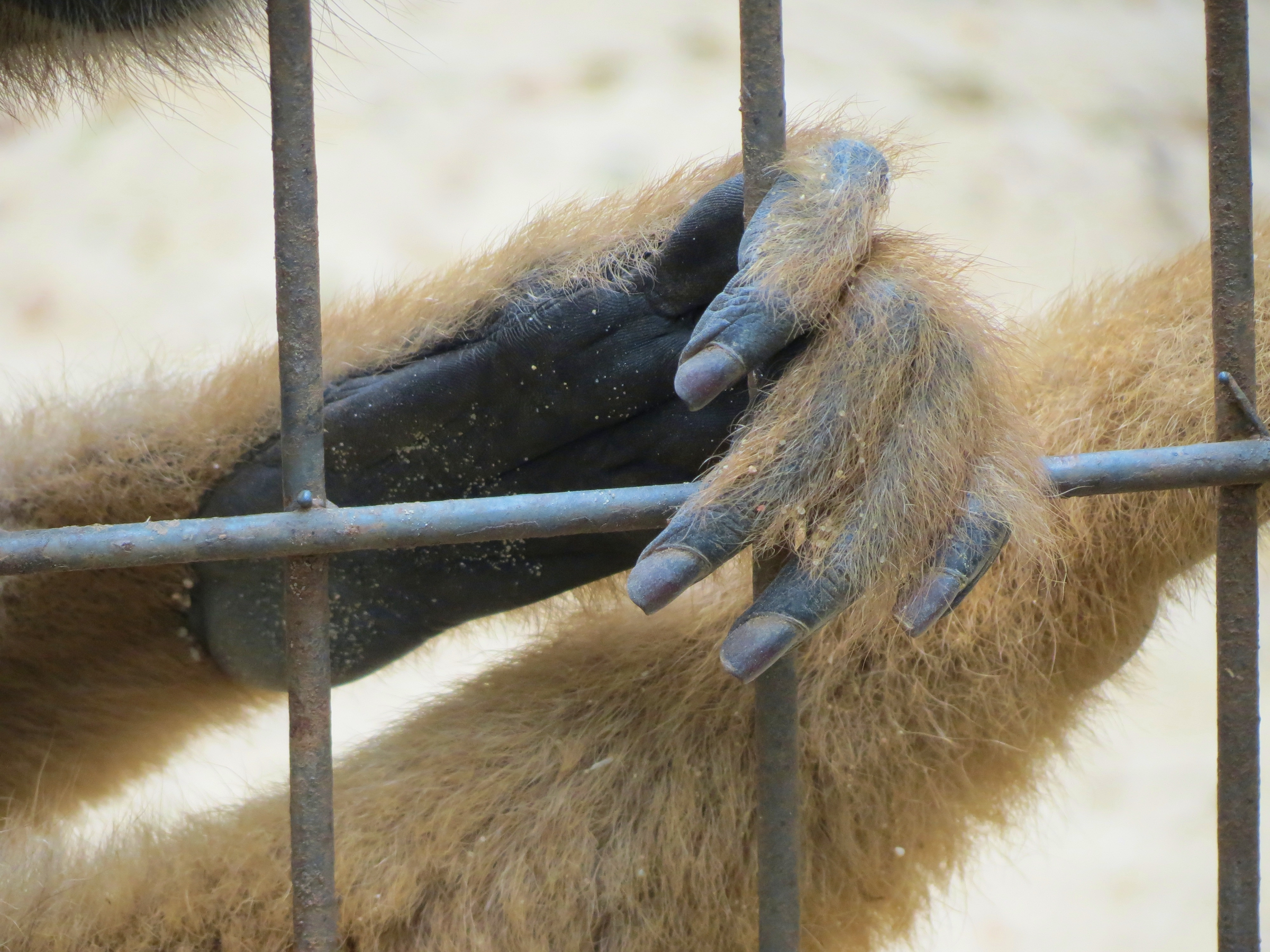
« Main » de Singe-araignée laineux garnie d'ongles[10].
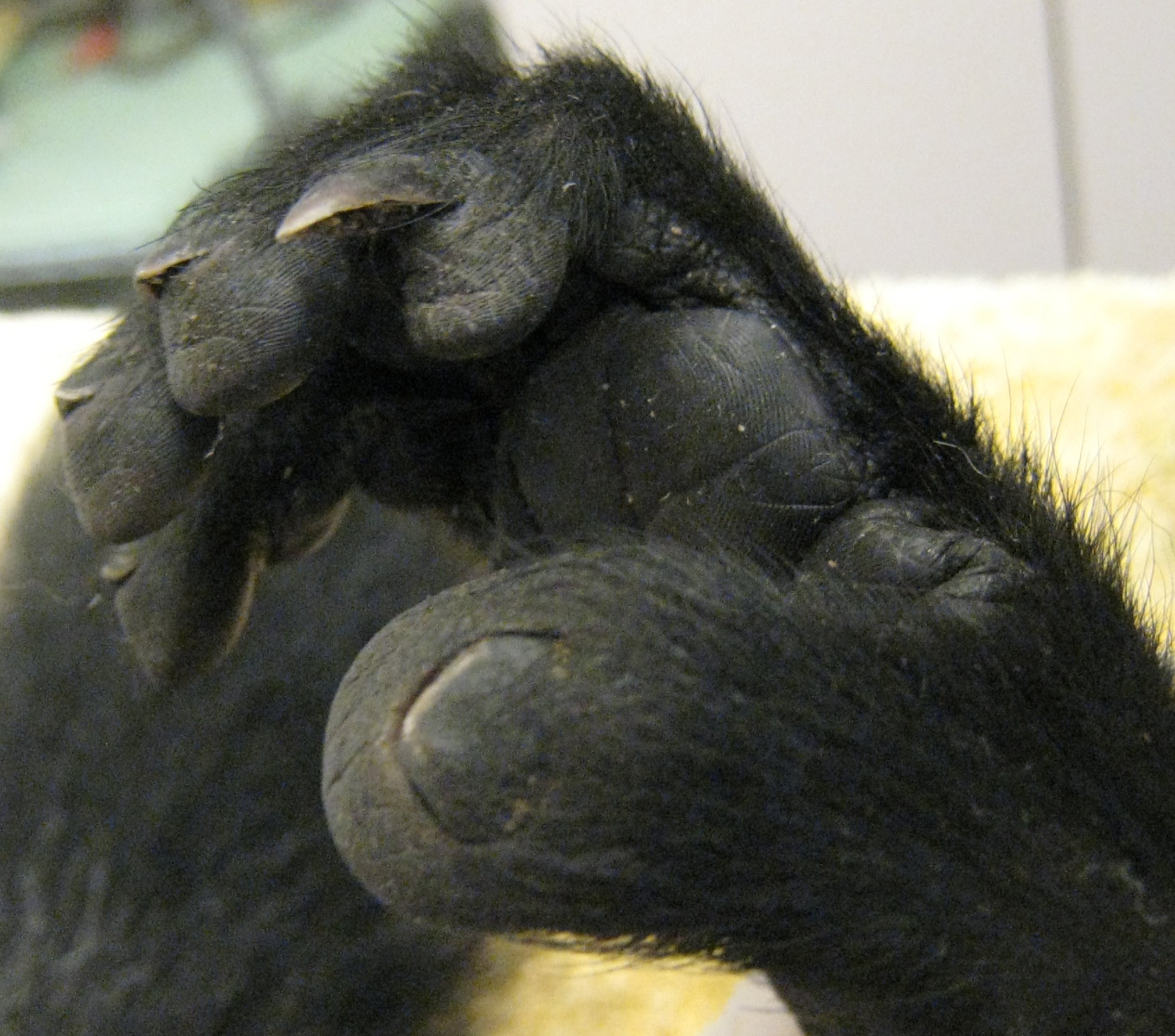
Patte de Maki vari noir et blanc avec des ongles et une griffe de toilettage.

## Ongles humains

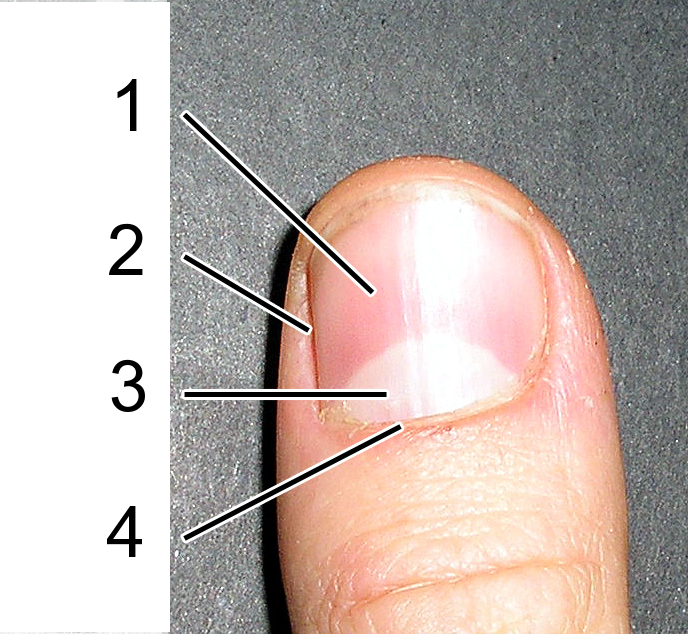
(1) Ongle ; (2) paronychium ; (3) Lunule ; (4) Eponychium (Cuticule).

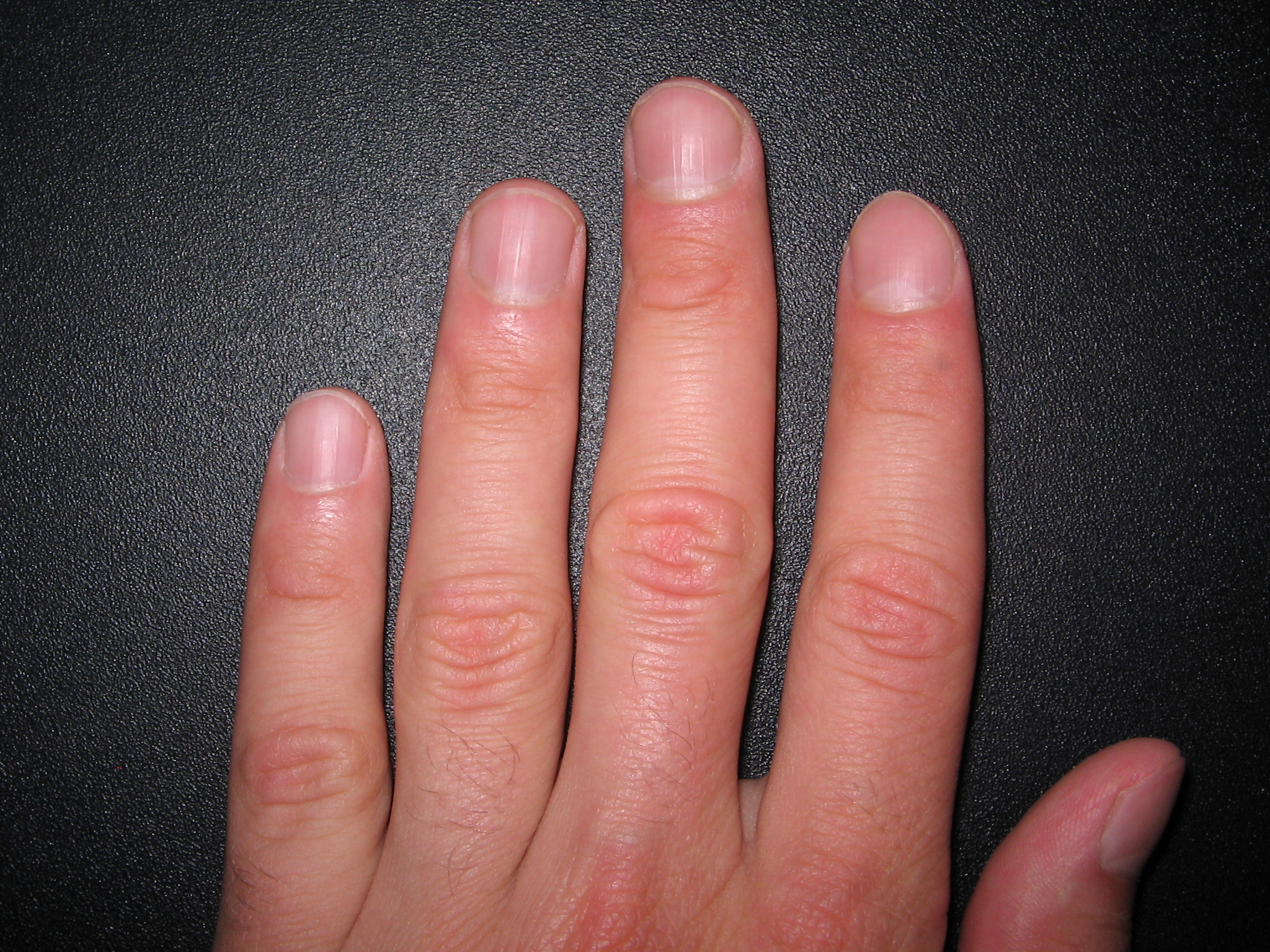
Ongles sur les doigts d'une main humaine.

### Anatomie
L'ongle au sens large est constitué de plusieurs entités anatomiques :
- la matrice unguéale qui est à la base de l'ongle et produit la kératine qui le compose. Cette matrice, masquée par le repli sus-unguéal, est un épithélium épais (en raison de son intense activité prolifératrice) constitué de plusieurs couches de cellules épidermiques. La matrice proximale forme la partie supérieure de la lame unguéale, la matrice intermédiaire et distale le dessous. Une blessure de la matrice peut entraîner des irrégularités sur l'ongle ;
- l'éponychium ou cuticule, qui est un bout de peau qui recouvre la matrice ;
- le paronychium est un bout de peau qui couvre les côtés de l'ongle ;
- l'hyponychium qui se trouve sous l'extrémité de l'ongle ;
- le lit de l'ongle, matrice distale bien vascularisée, visible par transparence ;
- la lunule est un croissant blanc pâle à convexité distale. Surtout visible au niveau des trois premiers doigts, elle correspond à la matrice intermédiaire. La couleur blanche est certainement due à la diffusion de la lumière sur les kératinocytes nucléés qui n'ont pas encore perdu leurs noyaux[12] ;
- l'ongle à proprement parler (appelé plateau unguéal, tablette ou lame unguéale), la partie dure et translucide, est l'équivalent de la couche cornée de l'épiderme composée de cornéocytes. La matrice produit le plateau unguéal, par prolifération et différenciation cellulaire de l'épithélium, à la vitesse moyenne d'un peu plus de 1 mm/semaine aux mains et 0,25 mm aux pieds[13]. La matrice proximale produit les couches superficielles de la tablette (33 % de l'épaisseur), la matrice distale produit les couches moyennes (47 %) et le lit la couche profonde (20 %)[14].

### Propriétés

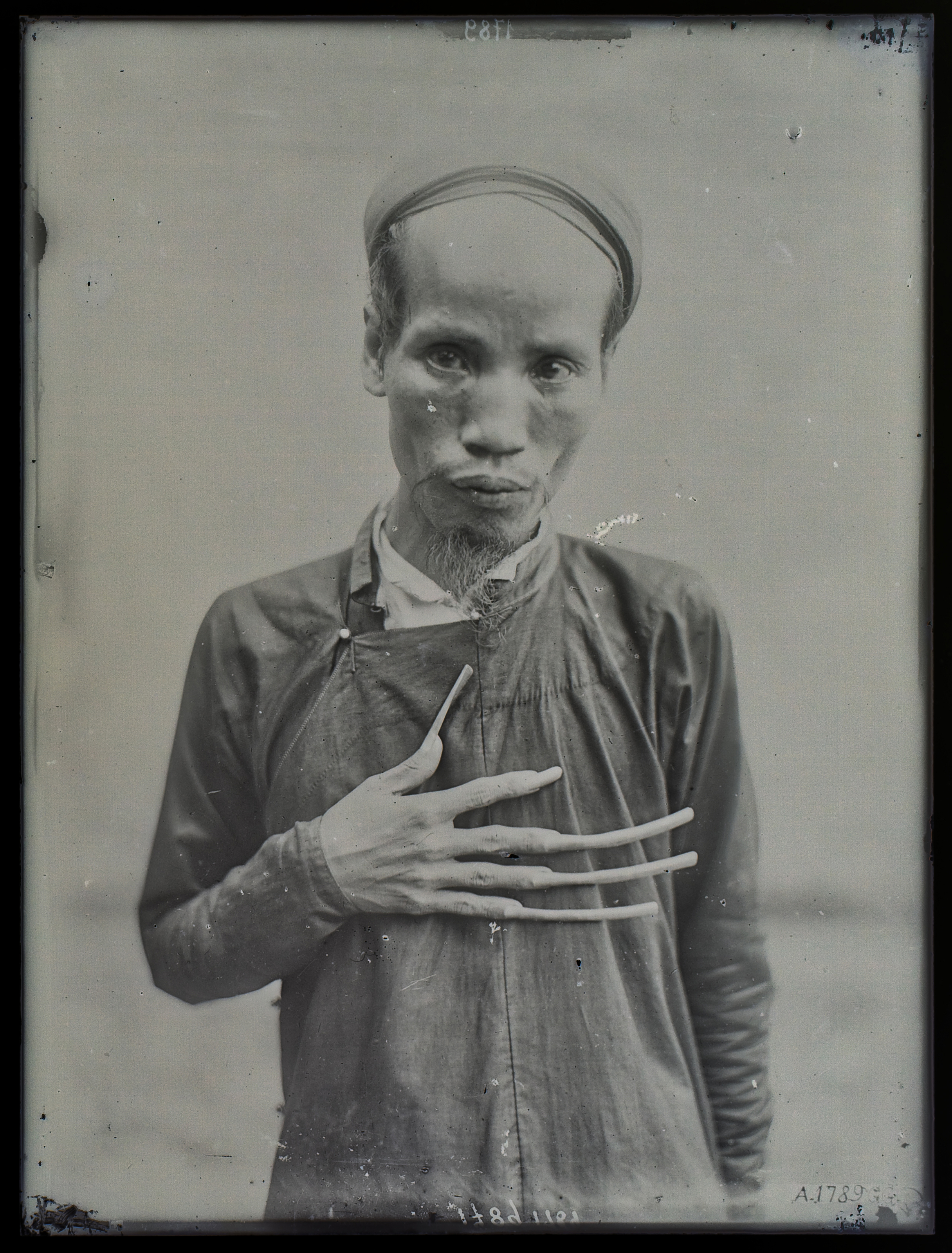
Un notable aux ongles longs, autrefois en Indochine.

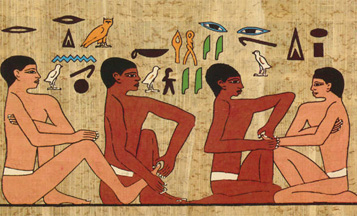
Soin des ongles des pieds et des mains. D'après un bas-relief d'Égypte ancienne.

Les ongles des mains mettent entre trois et six mois pour se reformer complètement, ce qui correspond à une poussée de cinq millimètres par mois — douze à dix-huit mois pour les ongles des pieds. Certaines maladies (anorexie, anémie, dysfonctionnement de la glande thyroïde) peuvent laisser des traces sur les ongles, qui deviennent alors une preuve du passé médical du patient, telles les lignes de Beau qui sont des dépressions transversales et ne sont pas à confondre avec les crêtes longitudinales parallèles dans le cadre du processus normal de vieillissement. Les traces blanches ne sont pas, contrairement aux idées reçues, synonymes d'une carence en calcium, mais peuvent être dues à un microtraumatisme (les taches sont alors des petites bulles d'air dues à un petit choc ou une usure intensive comme des manucures répétées), une allergie (aux vernis, aux dissolvants, aux faux ongles), un champignon ou une bactérie, du psoriasis ou de l'eczéma. Les taches jaunes (xanthonychie) sont souvent liées à une consommation excessive de tabac, à un début de diabète ou à certains traitements (antibiotiques, chimiothérapie).
L'ongle a une dureté de 2,2 sur l'échelle de Mohs utilisée en géologie pour déterminer la dureté des minéraux.
La majorité des gens se coupe les ongles à l'aide d'un coupe-ongles ou d'une petite paire de ciseaux lorsqu'ils deviennent longs. La taille brute de l'ongle, à l'aide d'un de ces outils, peut être complétée par un polissage des arêtes et irrégularités dues à la coupe, en recourant à une lime à ongles.

### Fonctions
L'ongle assure plusieurs fonctions : rôles physiologiques tels que la protection de l'extrémité vulnérable des doigts contre des stress abiotiques (chocs, froid) grâce à la tablette unguéale, le rôle dans la sensibilité pulpaire tactile impliquée dans les gestes fins (boutonnage, laçage) et la préhension précise des petits objets, le rôle d'agression (griffe, déchire, pince, coupe…), le rôle d'ongle-outil (agrippe, gratte, joue de la musique…), rôle médico-légal (cyanose des ongles signe d'asphyxie, coups d’ongles traces d'agression ou de lutte et de défense, analyse ADN des cellules épithéliales recueillies sous les ongles des victimes et réalisable plusieurs mois après leur mort).

## Pathologies

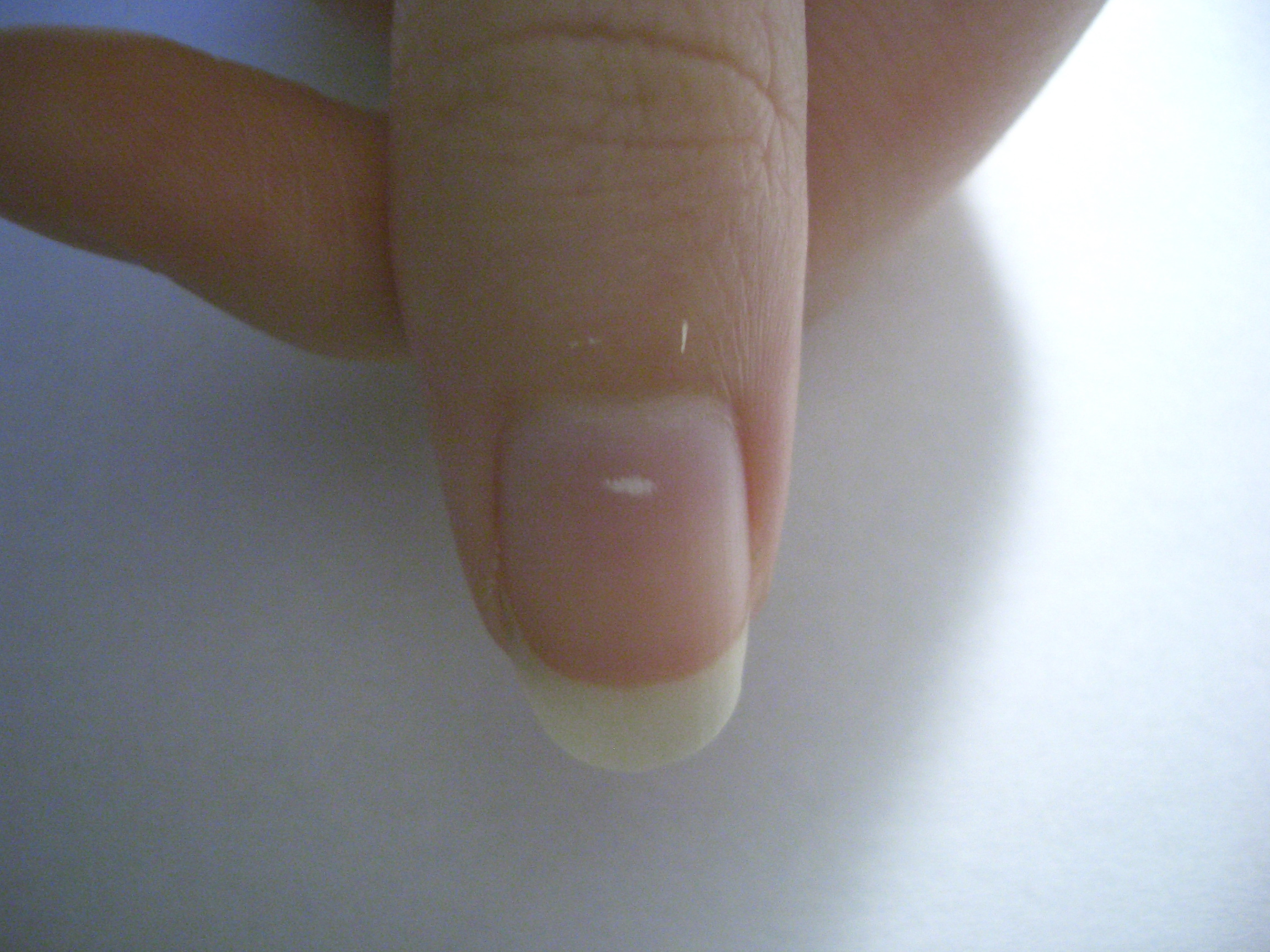
Leuconychie.

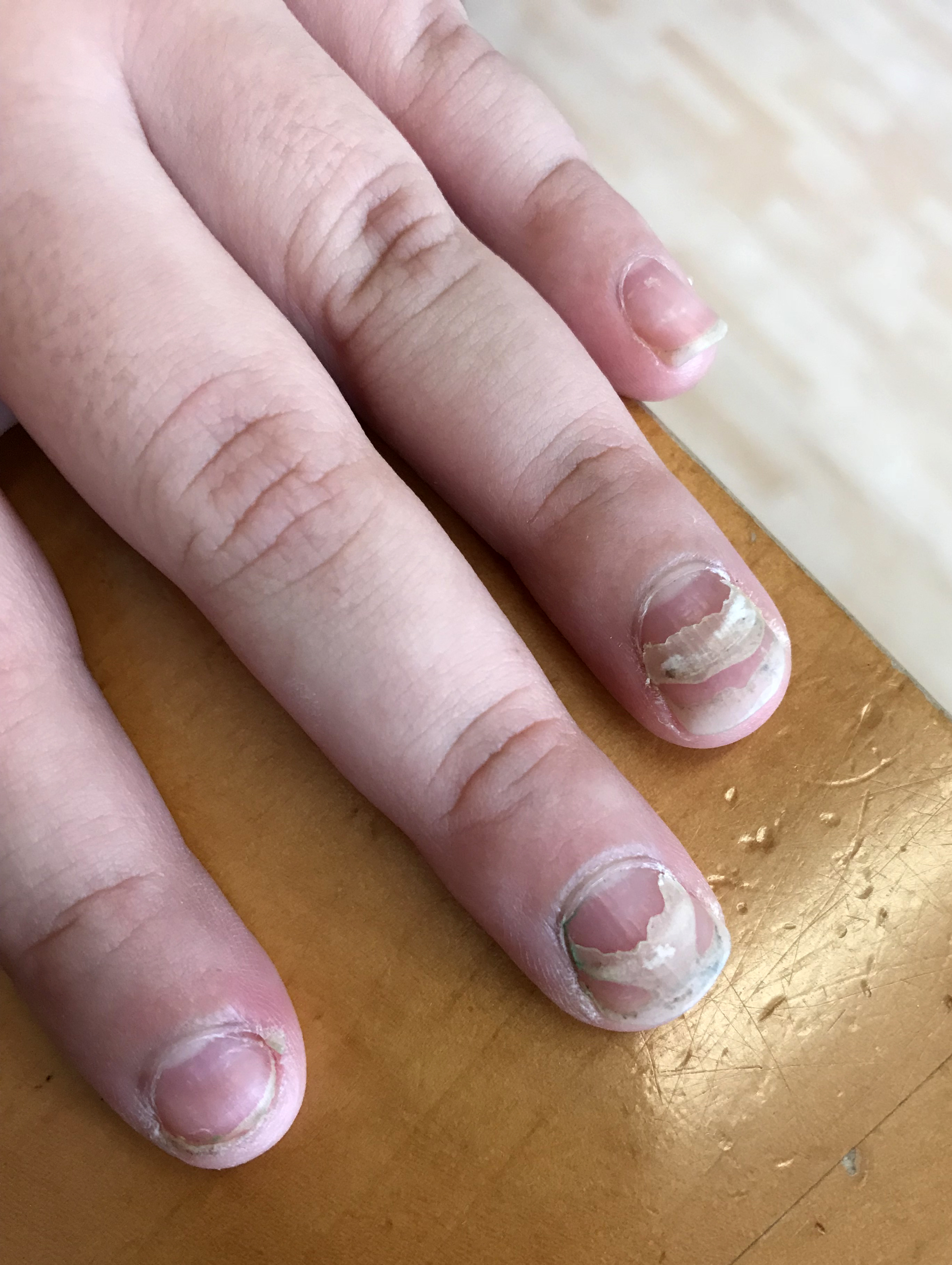
Onychomadèse apparue à la suite d'un syndrome pieds-mains-bouche chez un enfant.

### Terminologie sémiologique
- Onychogryphose : hypertrophie de la plaque unguéale.
- Onycholyse : décollement de l'ongle du lit unguéal à départ disto-latéral.
- Onychomadèse : décollement de l'ongle du lit unguéal à départ proximal (d'origine souvent virale ou traumatique).
- Onychorrhexis : Striation longitudinale de l'ongle liée au vieillissement ou à un lichen plan.
- Onychoptose : chute de l'ongle.
- Paronychie ou périonyxis : inflammation des replis latéraux qui bordent la tablette unguéale.
- Ptérygion dorsal : expansion du repli sus-unguéal qui adhère à l'ongle qu'elle fissure.
- Hyperkératose unguéale : épaississement du lit de l'ongle et de la tablette (qui devient friable lors d'une mycose de l'ongle).
- Onychodystrophie unguéale : déformation de l'ongle.
- Hippocratisme digital : ongles bombés à cause d'une hypertrophie sous-jacente à la tablette unguéale.
- Cœlonychie ou koïlonychie : ongle en cuillère (causes : anémie ferriprive, syphilis, utilisation de détergents forts).
- Lignes de Beau : ligne transversale de la tablette unguéale due à un arrêt temporaire de croissance.
- Leuconychie (en) : coloration blanche de l'ongle (due à une perturbation de la kératinisation avec persistance des noyaux dans les cornéocytes de la tablette unguéale) existant sous deux formes, des petites surfaces à bords bien limités (lignes ou taches blanches appelées jadis taches de mensonges, en lien avec l'onychomancie voulant que leur nombre permettait de décompter les mensonges)[19], ou sur tout l'ongle (leuconychie vraie due à l'opacité de la tablette ou leuconychie aparente due à la paleur du lit unguéal). Les causes médicales sont variées[20].
- Équisegmentation.
- Lunules bleues (Maladie de Wilson).
- Xanthonychie : syndrome des ongles jaunes.
- Hématomes filiformes.
- Taches brunes (Mélanonychie) ou noires qui, si elles s'étendent au-delà de l'ongle (signe de Hutchinson), signent la malignité (mélanome).
- Piqûres alignées.

### Onychopathies
- Onychophagie

Certaines personnes éprouvent le besoin de « ronger » leurs ongles. Cela est bien souvent dû au stress, et s'appelle l'onychophagie.
- Ongle incarné ou onychocryptose

Le terme d'ongle incarné désigne un morceau d'ongle des pieds qui s'enfonce dans la peau et peut créer une infection hyperalgique. L'ongle incarné a différentes étiologies, la principale étant la mauvaise coupe d'ongle. Il est le plus souvent favorisé par des formes particulières de l'ongle.
Contrairement à ce que croient certains, couper des ongles dans les coins ne provoque pas d'ongle incarné, si les ongles sont bien coupés. Toutefois une coupe droite est conseillée.
- Onyxis : infection mycosique (dermatophytose) ou bactérienne de l'ongle.
- Onychomycose : mycose des ongles.

Les publicités télévisuelles sur des traitements, le manque de formation des médecins, des pédicures et dermatologues à ce sujet, font croire aux gens que dès qu'il y a une couleur jaunâtre, blanchâtre inhabituelle sur les ongles, ils ont une mycose. Dans la majorité des cas, ces couleurs sont dues à des microtraumatismes (liés aux chaussures et déformations éventuelles du pied et des orteils).
- Psoriasis unguéal, difficile à différencier d'une mycose de l'ongle : hyperkératose unguéale, onycholyse, onychodystrophie, paronychies, petites zones d'érosion en "dé à coudre" sur la tablette unguéale, signes cutanés de psoriasis.
- Fibromes, verrues : lésions bénignes.
- Carcinome épidermoïde, mélanome achromique : tumeurs malignes, rares.
- Lichen plan : striations longitudinales, hyperkératose sous-unguéale, onycholyse et ptérygion dorsal.
- Acrokératose de Bazex : syndrome paranéoplasique, rare, touchant les doigts et les orteils.

## Ablation
L'ongle est ancré au doigt sur toute sa surface, ce qui provoque une douleur extrême si on tente de le retirer. Souvent, une telle ablation est faite pour des raisons médicales : infection, blessure ; dans de tels cas le patient est anesthésié.
L'arrachage d'ongle est ainsi une méthode de torture courante.